# سيغفالدي جوزنسون
سيغفالدي جوزنسون (مواليد 4 يوليو 1994) هو لاعب كرة يد أيسلندي يلعب في مركز الجناح الأيمن في نادي فيف تارغي كيلسي ومنتخب أيسلندا.

## روابط خارجية
- سيغفالدي جوزنسون على موقع الاتحاد الأوروبي لكرة اليد (الإنجليزية)